# Tammy Sutton-Brown
Tamara Kim „Tammy” Sutton-Brown (ur. 27 stycznia 1978 w Markham) – kanadyjska koszykarka występująca na pozycji środkowej, reprezentantka kraju, olimpijka.

## Osiągnięcia
Na podstawie, o ile nie zaznaczono inaczej.

### NCAA
- Uczestniczka rozgrywek:
  - NCAA Final Four (2000)
  - Elite 8 turnieju NCAA (1999, 2000)
  - Sweet 16 turnieju NCAA (1998–2000)
  - II rundy turnieju NCAA (1998–2001)
- Mistrzyni sezonu regularnego konferencji Big East (1998, 1999)
- Zaliczona do:
  - I składu turnieju Big East (2000)
  - III składu Big East (2001)
  - Galerii Sław Sportu uczelni Rutgers - Rutgers Athletics Hall of Fame (2013)

### WNBA
- Mistrzyni WNBA (2012)
- Wicemistrzyni WNBA (2001, 2009)
- Uczestniczka meczu gwiazd WNBA (2002, 2007)

### Inne
Drużynowe
- Mistrzyni:
  - Euroligi (2005)
  - Turcji (2007–2011)[5][6][7][8]
  - Korei Południowej (2004)
  - Rosji (2005)
- Wicemistrzyni Rosji (2003)
- Zdobywczyni:
  - pucharu Turcji (2007–2009)[5][6][7]
  - superpucharu Turcji (2007, 2010)[6]
- Finalistka:
  - pucharu Turcji (2010)[8]
  - superpucharu Turcji (2008, 2009)[7][8]
- Ćwierćfinalistka Euroligi (2007–2010)

Indywidualne
(* – nagrody przyznane przez portal eurobasket.com)
- Zaliczona do*:
  - I składu:
    - ligi tureckiej (2008)[6]
    - defensywnego ligi tureckiej (2007)[5]
    - zawodniczek zagranicznych ligi tureckiej (2008, 2009)[6][7]

  - II składu ligi tureckiej (2009)[7]
- Uczestniczka meczu gwiazd:
  - ligi tureckiej (2008, 2009, 2010)[6][7][8]
  - NBA Celebrity All-Star Game (2016)

### Reprezentacja
- Wicemistrzyni igrzysk panamerykańskich (1999)
- Brązowa medalistka mistrzostw Ameryki (2003, 2005)
- Uczestniczka:
  - igrzysk olimpijskich (2000 – 10. miejsce)
  - mistrzostw:
    - świata (2006 – 10. miejsce)
    - Ameryki (2001 – 4. miejsce, 2003, 2005)